# ドゥマ・ボコ
ドゥマ・ギデオン・ボコ（英語: Duma Gideon Boko, 1969年12月31日 - ）は、ボツワナの政治家、弁護士で、2024年11月1日以降同国の大統領を、また2012年から民主改革のためのアンブレラ党首を務める。2014年から2019年まで国民議会野党党首を務めた。
ドゥマ・ボコは2010年にボツワナ国民戦線党首となった。ボツワナ内の野党勢力をまとめ上げ、民主的改革のためのアンブレラ結成を主導した。野党側の指導者として2014年および2019年の総選挙に出馬した。2024年ボツワナ総選挙では自党を勝利に導き、2024年11月1日にボツワナ大統領として宣誓した。

## 生い立ち
ボコの父はマディバ旅団（Madiba Brigades）で講師を務めていた。彼は2004年に亡くなっている。ドゥマにはエマ・ボコ（Emma Boko）という姉妹がいる。
1987年、ボコはボツワナ大学に入学し、法律を学んだ。学生評議会の代表に選ばれた。法学部時代の同級生には高等裁判所判事のマイケル・レブル（Michael Leburu）、キー・ディンガケ（Key Dingake）、ベンバメ・セチェレ（Bengbame Sechele）、ロト・モロカ（Lot Moroka）がいる。1993年に卒業後、ハーバード・ロー・スクールへと進学し、修士（法学）を修得している。

## 経歴
ボツワナ大学へと戻ったボコは1993年から2003年まで教員として、法律事務所を開きつつ法学を教授していた。2000年代初頭、『モニター』紙で判事は知的に進歩していないとするコラムを寄稿した。彼は学者と判事たちが判決を下すのに充分な研究をしていないと憤りを表していた。

## 政治
ボコは2010年、ボツワナ国民戦線（BNF）党首となった。彼の地位と党員資格は2000年の党分裂時に危機にさらされ、国民民主戦線の党首となっていた。BNFの党員規約によれば、再入党後3年間は党の指導的立場から外れることになっていた。彼は裁判で勝訴し、オツウェレツェ・ムポ（Otsweletse Moupo）の指導下で衰退していた党を受け継いだ。
BNFはボツワナ民主運動（ボツワナ民主党から分裂した党）およびボツワナ人民党（Botswana Peoples Party）と共に民主的改革のためのアンブレラ（UDC）を結成した。BNF党員の中には結成によって党が消えてしまうとして強く反対する者もいた。ボコと中央委員会に対する訴訟は高等裁判所まで持ち越されたものの、ボコと党はそのすべてに勝訴した。

### 2014年総選挙
2014年ボツワナ総選挙でドゥマ・ボコ率いるUDCは17議席を獲得し、37議席を獲得したボツワナ民主党に次ぐ第2党となった。ボコは野党党首となった。

### 2019年総選挙
2019年ボツワナ総選挙で、ボコはボツワナ民主党のアンナ・モクゲティ候補にハボローネ・ボニントン北選挙区で敗れた。敗退の結果、第12期ボツワナ議会では野党党首の地位を失った。

### 選挙不正の訴え
ボコは、2019年の総選挙でモクウィツィ・マシシ大統領の意向を受けたボツワナ民主党による大規模な選挙不正があったと訴えていた。UDCの訴えは退けられた。

### 2024年総選挙
ボツワナ会議党およびボツワナ愛国戦線がUDCから離脱したにもかかわらず、ボコの党および野党勢力は選挙で多数派となり、ボコは大統領に選ばれた。彼は11月1日に宣誓した。

## 著作
- Boko, D.G. (1998). “Towards a Compensatory Approach to Redressing Constitutional Violations in Botswana”. The Zimbabwe Law Review (ZLRev) (UZ, Mt. Pleasant, Harare: Faculty of Law (UZ)) 15:  120-133.
- Boko, D.G. (2002). “Integrating the Basarwa under Botswana's Remote Area Development Programme: Empowerment or marginalisation?”. Australian Journal of Human Rights 8 (2):  153-171.
- Boko, D.G. (2000). “Fair Trial and the Customary Courts in Botswana: Questions on Legal Representation”. Criminal Law Forum 11:  445–460. doi:10.1023/A:1016667617539.